# 下関海響マラソン
下関海響マラソン（しものせき・かいきょう・マラソン）とは、三方を海に囲まれた本州最西端の都市である山口県下関市で開催されるマラソン・ロードレースの大会。瀬戸内海と日本海の二つの海沿いを走る「風光明媚なコース」が人気の大会。

## 概要
- 2008年に第1回が開催された。山口県西部の臨海都市・下関の海辺を望みながら、フルマラソン、5km、2kmのロードレースが展開される[1]。
- フルマラソン　海峡メッセ下関をスタートし、壇ノ浦、長府黒門東町、東大和町、彦島大橋から長州出島を一度経由して再び彦島大橋、東大和町に戻り、海峡メッセをゴールするコース。フルマラソン完走制限は6時間
- 5km　海峡メッセ下関をスタートし、下関警察署、唐戸、赤間神宮、あるかぽーとを経由して海峡メッセをゴールするコース。
- 2㎞（小学生・中学生大会）　海峡メッセ下関をスタートし、下関警察署、国道9号を経由して海峡メッセをゴールするコース。完走制限時間15分
- 2kmファンラン　海峡メッセ下関をスタートし、あるかぽーと入り口を経由して海峡メッセをゴールするコース。（ファンランはタイム計測・順位表彰なし）
- 参加者の安全を考慮して救護所7箇所と給水所15箇所を設置。またフルマラソン参加者には5kmごとの計時と、そのタイム推移を全参加者に記録証として記載する。
- 大会は山口放送、山口新聞（みなと山口合同新聞社）が共催しており、山口新聞に関連記事や完走者記録等が掲載されるほか、KRYテレビで録画中継されている。